# John William Dawson
John William Dawson (Pictou, 1820 – Montréal, 1899) è stato un geologo e naturalista canadese, considerato il padre della geologia canadese.
A lui si deve la costituzione, nel 1881, della Royal Society of Canada. Fu rettore della McGill University. Dawson addusse delle prove (posteriormente smentite) secondo le quali le teorie evoluzionistiche avrebbero dovuto cadere. Importante studioso di antropologia, in campo geologico si basò invece su tesi uniformitarie, secondo le quali la geologia terrestre è da milioni di anni modellata da forze endogene che, fatta eccezione per immani catastrofi, sortiscono effetti che restano in sostanza uniformi in macroperiodi. Le opere principali di Dawson furono Archaia, Facts and Fancies in Modern Science, Modern Ideas of Evolution e la sua autobiografia Fifty Years of Work in Canada, pubblicata postuma.